# Robert de Wavrin
Robert (III.) de Wavrin (auch „Waurin“ geschrieben; † 1360), genannt de Saint-Venant, war ein französischer Adliger und Militär, Chevalier, Sire de Saint-Venant und Marschall von Frankreich.

## Leben
Robert (III.) de Wavrin war der Sohn von Robert (II.) de Wavrin, Seigneur de Saint-Venant und Seneschall von Flandern, und Marie (de Roye?). 1318 war er Écuyer. 1325 diente er in Lille und Flandern unter dem Marschall Noyers. Am 12. April 1326 war er Capitaine des Frontières de Flandres. 1328 schloss er sich König Philipp VI. an, als dieser nach Flandern zurückkehrte.
Am 14. Juli 1334 wurde er zum Großfalkner von Flandern ernannt, am 15. Oktober 1336 zum Seneschall von Flandern. 1337 war er Mitglied der Adelsversammlung der Picardie. Ab Juli 1340 war er Lieutenant der Marschälle von Frankreich.
1344 führte er mit Charles I. de Montmorency die Armee des Herzogs von Normandie in die Bretagne zur Unterstützung von Charles de Blois und nach Vannes, das von Eduard von England belagert wurde. Im November 1344 wurde er nach dem Tod von Mathieu de Trie († 26. November 1344) zum Marschall von Frankreich ernannt.
1345 begleitete er wiederum die Armee des Herzog von Normandie unter dem Kommando von Charles I. de Montmorency nach Guyenne zum Kampf gegen den Earl of Derby.
1346 nahm er an der Eroberung von Miremont, Villefranche, Angoulême, Damassen, Tonneins und Port-Sainte-Marie teil. Er diente bei der Belagerung von Aiguillon und kämpfte am 26. August 1346 in der Niederlage bei Crécy, in der er die Vorhut kommandierte. Am 12. Oktober 1346 hatte der das Kommando über die königliche Armee, die sich in Compiègne versammelte.
1347, während der Belagerung von Calais, wurde Robert de Wavrin vom König Philipp VI. mit dem Auskundschaften der englischen und flämischen Verteidigung beauftragt. Da er berichtete, dass diese zu gut verschanzt seien, sandte ihn der König, um Eduard III. vorzuschlagen, eine Schlacht zu führen. Nachdem der König von England abgelehnt hatte, zog sich die französische Armee zurück und Calais hatte keine andere Wahl, als sich einige Tage später zu ergeben.
1348 wurde Robert de Wavrin als Marschall abgesetzt, dennoch blieb er regelmäßig im Dienst des Königs.
So diente er ab 28. Juni 1355 in der Picardie unter dem Marschall Arnoul d’Audrehem in Ardres. Im Juli 1359 diente er noch im Berry und Nivernais unter Arnaud de Cervole, was die letzte von ihm bekannte Aktion darstellt.
Er starb im Jahr 1360, sofern er nicht mit dem Robert de Wavrin identisch ist, der 1363 (als Conseiller des Königs) und 1364 erwähnt ist.

## Ehe und Familie
Robert de Wavrin heiratete im April 1320 Roberte de Moreuil. Ihre Tochter ist Alix de Saint-Venant († nach 1390), Dame de Saint-Venant; ⚭ Guillaume de Clermont, genannt de Nesle, Chevalier, Seigneur de Sauchoy (X 1356 in der Schlacht bei Poitiers), Sohn von Jean de Clermont, Seigneur d’Offemont, und Marguerite de Mello (Haus Clermont).
Zudem hatte er von einer unbekannten Frau einen Sohn, Flament bâtard de Saint-Venant († vor 1396/97), der mit einer Marguerite verheiratet war.